# Neomyia rectinevris
Neomyia rectinevris är en tvåvingeart som först beskrevs av Macquart 1855.  Neomyia rectinevris ingår i släktet Neomyia och familjen husflugor. Inga underarter finns listade i Catalogue of Life.